# Micheweni (huyện)
Micheweni là một huyện thuộc vùng Pemba North, Tanzania. Thủ phủ của huyện Micheweni đóng tại Micheweni. Huyện Micheweni có diện tích ki lô mét vuông. Đến thời điểm điều tra dân số ngày 25 tháng 8 năm 2002, huyện Micheweni có dân số 83266 người.